# Froggattiella mcclurei
Froggattiella mcclurei är en insektsart som beskrevs av Ben-dov 1988. Froggattiella mcclurei ingår i släktet Froggattiella och familjen pansarsköldlöss. Inga underarter finns listade i Catalogue of Life.